# فليكس غوتزه
فليكس غوتزه (بالألمانية: Felix Götze) مواليد 11 فبراير 1998 في ألمانيا، هو لاعب كرة قدم ألماني. يلعب كمدافع في صفوف نادي بادربورن 07.
لعب سابقاً في بايرن ميونخ، كما تم ضمه إلى قائمة النادي المشارك في الدوري ودوري أبطال أوروبا 2016–17 دون أن يلعب أية مباراة.

## السيرة الذاتية
بدأ مسيرته في كرة القدم في ناشئي نادي بوروسيا دورتموند ثم انتقل في عام 2016 إلى نادي بايرن ميونخ.

## حياته الشخصية
فيلكس غوتزه هو الشقيق الأصغر للاعب ماريو غوتزه لاعب منتخب ألمانيا وبروسيا دورتموند، وايضاً شقيق اللاعب فابيان غوتزه لاعب ماينز السابق.

## روابط خارجية
- فليكس غوتزه على موقع الاتحاد الأوربي (الإنجليزية)
- فليكس غوتزه على موقع إي إس بي إن إف سي (الإنجليزية)
- فليكس غوتزه على موقع قاعدة بيانات كرة القدم.إي يو (الإنجليزية)
- فليكس غوتزه على موقع بيانات كرة القدم. دي إي (الألمانية)
- فليكس غوتزه على موقع Soccerbase.com (لاعب) (الإنجليزية)
- فليكس غوتزه على موقع Soccerway.com (الإنجليزية)
- فليكس غوتزه على موقع عالم كرة القدم.نت (الإنجليزية)
- فليكس غوتزه على موقع AS.com (الإسبانية)